# Wreschener Kreisbahn
| Wreschener Kreisbahn | Wreschener Kreisbahn |
| -------------------- | -------------------- |
| Wreschener Kreisbahn |                      |
| Spurweite:           | 600 mm (Schmalspur)  |
|                      |                      |

Die Wreschener Kreisbahn (polnisch: Wrzesińska Kolej Powiatowa) war eine Schmalspurbahn in der Spurweite von 600 mm im Landkreis Wreschen in der ehemaligen preußischen Provinz Posen.

## Geschichte
Nachdem in den Jahren 1875 bis 1888 die 1886 verstaatlichte Strecke Gnesen–Jarotschin der ehemaligen, aktiv noch 1882 auftretenden, Oels-Gnesener Eisenbahn und die Staatsbahnstrecke Posen–Stralkowo in Betrieb gegangen waren, konnten von der Kreisstadt Wreschen mit 7.300 Einwohnern in vier Richtungen Züge fahren. Doch ein Teil des Kreises, der sich in südöstlicher Richtung zur russischen Grenze hinzog, blieb noch ohne Anschluss an das Schienennetz.
Der Landkreis Wreschen bemühte sich um eine eigene Kleinbahn, die am 14. April 1898 eröffnet werden konnte. Die 19,6 Kilometer lange „Stammstrecke“ führte vom Kleinbahnhof Wreschen zum Stadtbahnhof und weiter bis zum Grenzort Borzykowo/Borstein. Gleichzeitig wurde von Wreschen aus in nordöstlicher Richtung eine nur sieben Kilometer lange Bahn nach Kleparz, das schon im Nachbarkreis Witkowo lag, in Betrieb genommen. Diese Strecke diente nur dem Güterverkehr, was zeitweise Personenzüge nicht ausschloss. Hier war Anschluss an die Kreisbahn Witkowo. Mit der am 1. Juli 1905 eröffneten Verlängerung von Borzykowo Dorf zum Zollamt und zwei weiteren Güterbahnen hatte das Gesamtnetz eine Länge von 29,1 Kilometern erreicht. Güterbahnen gab es von Zieliniec bis Bieganowo Wielkopolskie (4 km), Zieliniec bis Krzywa Góra (6 km) und von Żydowo Waskotorowe nach Gorazdowo (3 km). 
1920 kam dieser Teil der Provinz Posen zu Polen. Die Bahn blieb als Wrzesińska Kolej Powiatowa im Kreiseigentum. Nach dem Wegfall der ehemaligen Grenze Preußen/Russland war eine Verlängerung der Strecke von Borzykowo–Pyzdry (deutsch Peisern), einer Stadt an der Warthe, 1922 möglich.
In den 1930er Jahren kam noch durch Kauf die Strecke Kleparz–Mierzewo (6,6 km) von der Gnieźnieńska Kolej Wąskotorowa (ehemals Gnesener Kreisbahn) hinzu.
1914 umfasste der Fahrzeugbestand vier Dampflokomotiven, vier Personen- und drei Packwagen sowie 150 Güterwagen.
Während des Zweiten Weltkrieges war die Kreisbahn als „Wreschener Eisenbahn“ zeitweise den Gaubahnen Wartheland unterstellt. Nach 1945 wurde die Bahn verstaatlicht und kam zur PKP. Die Strecken wurden 1957 auf eine Spur von 750 mm umgespurt. Der Personenverkehr Września–Pyzdry endete am 31. August 1976, nach anderer Quelle am 20. Februar 1979. Die Strecke nach Norden wurde zwischen Września und Sokolowo schon 1975 abgebaut.
In Września erinnert ein Denkmal mit der Px48-1785 und zwei Güterwagen an die Kleinbahn.